# Ramun
Ramun (albanisch auch Ramuni, serbisch Ромуне Romune) ist ein Dorf in der kosovarischen Gemeinde Peja.

## Bevölkerung
Die Volkszählung in der Republik Kosovo aus dem Jahr 2011 ergab, dass in dem Dorf Ramun 492 Menschen wohnten, die sich allesamt als Albaner bezeichneten.
| Volkszählung | 1948 | 1953 | 1961 | 1971 | 1981 | 1991 | 2011 |
| ------------ | ---- | ---- | ---- | ---- | ---- | ---- | ---- |
| Einwohner    | 195  | 215  | 287  | 257  | 387  | 454  | 492  |

## Verkehr
Die M-9, die Hauptstraße von Pristina nach Peja, passiert Ramun im Norden. Die geplante Autostrada R 6b soll entlang dieser Route von Mleçan bis Peja verlaufen.